# Shot in the Frontier
Shot in the Frontier (br.: No meio do tiroteio) é um filme estadunidense curta metragem de 1954, dirigido por Jules White. É o 157º de um total de 190 filmes da série com os Três Patetas produzida pela Columbia Pictures entre 1934 e 1959.

## Enredo
Os Três Patetas retornam a uma velha cidade do Velho Oeste, onde suas três noivas (Ella, Bella e Stella) esperam ansiosas para se casarem com eles. Após a cerimônia, as noivas avisam que enquanto estiveram fora, os Irmãos Noonan quiseram namorar com elas e ameaçaram os Patetas de morte caso eles as desposassem. O trio tenta fugir mas os vilões já esperavam por eles no meio da rua. Sem alternativa, eles começam o tiroteio, se escondendo em pedras de tumba expostas na frente da funerária. Quando a munição acaba, Larry tenta conseguir mais mas se engana e coloca bexigas num rifle. Shemp usa seus suspensórios como arma e arremessa pedras contra os bandidos. Quando resta apenas um dos irmãos em pé, os Patetas o desafiam para uma luta corpo-a-corpo. Shemp e Larry são rapidamente derrubados e Moe consegue segurar o bandido e rola com ele pelo chão. Shemp se recobra e consegue nocautear o bandido, sem antes atingir por engano Moe. No final, os Patetas vencem e suas noivas voltam a ficar com eles. Moe quebra o violão na cabeça do trovador (que cantava desde o início do filme),contudo,ele continua a música com um instrumento de menor tamanho que escondera nos bolsos. E Shemp pede um beijo para sua noiva e, quando recebe, fica contente (emitindo um "mi-mi-mi" com a boca).